# Chaumont, New York
Chaumont är ett municipalsamhälle (village) i Jefferson County i delstaten New York. Vid 2010 års folkräkning hade Chaumont 624 invånare.